# Конько, Владимир Васильевич
Владимир Васильевич Конько — советский хозяйственный, государственный и политический деятель.

## Биография
Родился в 1926 году в селе Покровка. Член КПСС.
Участник Великой Отечественной войны в авиации Военно-Морского флота СССР. С 1950 года — на хозяйственной, общественной и политической работе. В 1950—2000 гг. — мастер, прораб, старший прораб, главный инженер, начальник строительного управления УС «Братскгэсстрой», главный инженер Управления строительства Зейской ГЭС, заместитель начальника, главный инженер ВСМО «Союэгидроэнергострой», главный инженер ССО «Гидроэнергострой», заместитель председателя правления концерна «Союзгидроэнергострой», главный инженер ЗАО «Гидроэнергострой», советник генерального директора ООО СПИИ «Гидроспецпроект».
Умер в Москве в 2005 году.